# Contla
Contla, es una ciudad cabecera del municipio de Contla de Juan Cuamatzi, ubicado en el estado mexicano de Tlaxcala, en lengua náhuatl proviene del vocablo: Comitl; significa; Olla o vasija y que, al entrar en composición, cambia la letra m por n; tla de tlantli; dientes, de tal modo que su interpretación es;
"lugar de ollas o lugar de vasijas".

## Historia

### Época Prehispánica
Es propicio ubicarnos en el contexto histórico de la región considerando que los primeros pobladores de estas latitudes se remontan aproximadamente 12 mil años atrás, sin embargo, los estudios de la región manifiestan una gran capacidad multicultural y desarrollo social.
Distintas culturas naturales estuvieron asentadas en estos lugares habitando el antiguo territorio tlaxcalteca, podemos remontarnos a los primeros indicios con el hallazgo de una punta de proyectil conocido como punta “clovis” encontrada en el año de 1957 en las inmediaciones del cerro Coaxapo, cercano al municipio de Tetla, de igual manera vestigios hallados en terrenos del actual municipio de Emiliano Zapata, estas piezas confirman que los primeros habitantes vivían de la recolección de frutos y caza menor de especies es decir: civilizaciones de cazadores recolectores.
Los primeros pobladores eran nómadas y recolectaban frutos raíces y semillas y se reunían en clanes y familias, contaban con creencias mágico-religiosas, los testimonios de su tránsito son evidentes por medio de las pinturas rupestres como las existentes en los abrigos rocosos de Atlihuetzia, las pinturas de “la palma” y “la gloria” en el municipio de Tlaxco, las pinturas de “Texautlan” en el municipio de Emiliano zapata y también en Santa María de “las cuevas” en el municipio de Altzayanca.

#### Fase Tzompantepec (1600 al 1200 a.C.)
Con el paso del tiempo las teorías manifiestan la transformación en agricultores al sembrar maíz, frijol y calabaza y comenzar a vivir en aldeas, se cree que en el año 1800 a.c. los agricultores fueron construyendo mejores viviendas debido al incremento de su número y nuevas prácticas fueron manifestándose como la observación de los astros y el registro de las estaciones anuales, debido a esto las civilizaciones aprendieron los ciclos de las cosechas y los tiempos propicios para las siembras.
Se desconoce en qué momento surgió la creación de la cerámica y como fue desarrollándose en las épocas tempranas, en la región de Contla la cerámica es muy recurrente y sus manifestaciones pertenecen a periodos cuya diversidad es necesaria documentar sin duda alguna estas manifestaciones confirman la antigüedad milenaria de los asentamientos en esta región.

#### Fase Tlatempan (1200 al 800 a.C.)
Se tiene noticia que los primeros pobladores de estas tierras fueron los “Olmecas Xicalancas” magníficos constructores de fortalezas defensivas insuperables, su capacidad estratégica se contempla en las estructuras arquitectónicas conservadas en la meseta natural conocida como; Tetepehtla cuya ubicación estratégica y contados accesos al sitio nos muestran la gran capacidad de planificar sus espacios de carácter defensivo.
El asentamiento – fortaleza se ubica entre dos barrancas naturales denominadas; “Teztezpetla” y “hueyatlatl” ambas conformaciones naturales beneficiaron la protección a un total aproximado de ambos para protección de sus habitantes,
Se consideraban pueblos agrícolas dedicados al campo, alfarería y los textiles, 

#### Tezoquipan (del año 400 al 100 de nuestra era)
sexta fase del apogeo cultural.
Los asentamientos y sus características geográficas mantienen relaciones similares con los pueblos del Golfo, Oaxaca y Tehuacán, en Tlaxcala el periodo Clásico corresponde a esta cultura considerándose la más importante durante el desarrollo cultural del área, durante ella se sientan las bases para el surgimiento de las ciudades o grandes poblaciones en las regiones vecinas.
Sus características dominantes: Villas de dimensiones considerables y mayor número de pueblos, centros ceremoniales en abundancia, planificados de manera estructural
Apogeo arquitectónico y urbanístico (calles, plazas, juego de pelota) gran desarrollo en los sistemas hidráulicos y de cultivo.
Religión institucionalizada: representaciones deístas y control del tiempo, organización social basada en la teocracia (poder sacerdotal)
Diferenciación entre productores (agricultores) y no productores (sacerdotes, comerciantes y artesanos)

#### Tenanyecac (del año 100 al 650 de nuestra era)
En este espacio temporal, mientras otras regiones de Mesoamérica viven un apogeo, en la zona tlaxcalteca ocurre un estancamiento o retroceso cultural. Este periodo representa la transición cultural del clásico al posclásico.
Existe una razón para considerar un estancamiento, podemos basarnos en la evidencia arqueológica, que nos manifiesta varios factores del decaimiento: La invasión de grupos menos avanzados como los nómadas chichimecas, el crecimiento de Cholula y Teotihuacán absorbieron mano de obra.
Se fomenta el desplazamiento hacia esos sitios de sacerdotes, constructores y artesanos especializados, Las invasiones teotihuacanas y de carácter comercial, motivan el surgimiento de fortificaciones, tres ejemplos palpables son: Cacaxtla, Xochitecatl, y Tetepetla. 
Contla es un municipio situado en las faldas del volcán “Matlalcuéyetl”, con ocupación humana estructurada social y religiosamente desde la época prehispánica, destacando los Olmecas Xicalancas, como sus pobladores más añejos que fundaron el bloque Contla, compuesto por los sitios: Tlacatecpac, Tepenacas y Tetepetla, este último sitio fortificado y quizá era la capital del lugar. 
La evidencia de asentamientos humanos en la época prehispánica en el municipio de Contla; hoy de Juan Cuamatzi, se puede constatar en las fases tezoquipan y tenanyecac. Hasta el 2010, la ciudad contaba con una población de 27 610, siendo la octava ciudad más poblada del estado de Tlaxcala.

#### Año 1290 a 1519
Entre los años 1290 y 1519, un grupo Teochichimeca, una de las siete tribus nahuatlacas provenientes de Chicomoztoc, migró hacia el valle de México, fundando Poyauhtlan en el año 02 pedernal 1290 d.c. A orillas del lago de Texcoco, llevaron una existencia primitiva basada en la caza y refugio en cuevas hasta que grupos tepanecas y mexicas los obligaron a emigrar.
Las crónicas relatan que estos Teochichimecas peregrinaron por la región del volcán Popocatépetl, Coahuacacapechan y Contla. Algunos grupos fundaron Tollantzingo, Xicotepec, Tototepec y Pahuatlan en el norte de Tlaxcala, mientras otros atravesaron la sierra nevada, pasaron por Tepetlaoztoc y llegaron a Tlaxcala, estableciéndose en Zultepec y Ocelotepec.
En la segunda mitad del siglo XIII, estas tribus chichimecas poblaron Tlaxcala, estableciéndose en Contla donde libraron una batalla contra los cholultecas. En el año 1348, fundaron el primer señorío tlaxcalteca, Tepeticpac, guiados por su dios Camaxtli y su líder Culhuatecuhtli. Expulsaron a los últimos olmeca Xicalancas y toltecas, convirtiéndose en señores poderosos. Establecieron paz con vecinos y fundaron otros grandes señoríos como Tizatlán, Quiahuiztlan y Ocotelulco, así como señoríos menores.
Contla fue una de las cabeceras de señoríos prehispánicos en Tlaxcala, siendo cada uno autónomo con su territorio y gobierno. Formaron una federación, la federación de Tlaxcala, donde los caciques decidían los asuntos comunes en un consejo similar a una república.
Los chichimecas pararon en Contla durante su peregrinación, ya poblado por hablantes nahuas, y más tarde, en la época de la conquista, la región alrededor de la Malinche estaba habitada por otomíes y pinomes, según Kirchhoff. La religión en Contla rendía culto a Huehuetéotl, el "Dios viejo del fuego", al principio, y luego a Camaxtli, dios de la guerra, Toci, diosa de los tejidos, Tláloc, dios de la lluvia, y Tezcatlipoca. La práctica religiosa incluía procesiones, penitencias, autosacrificios y sacrificios humanos, reflejando la importancia otorgada a la vida humana en el mundo prehispánico.
La educación en Contla abarcaba el Tepochcalli para jóvenes destinado al servicio comunitario y militar, el Calmécac para nobles, y el Ilpochcalli para niñas y jovencitas, preparándolas como sacerdotisas dedicadas a las deidades.

### Época Virreinal.
El 13 de marzo de 1535 se funda el pueblo Virreinal de San Diego Chicometepetl conocido también como San Diego “Xicometepetla” por petición del Cacique Don Pilar Hernández a la corona española, en respuesta se le otorga al pueblo un documento emitido en Madrid España.
El 22 de abril de 1535. El emperador Carlos V, concede; “En reconocimiento a los servicios que los principales pueblos de la dicha provincia nos han hecho”, otorgando a la ciudad de Tlaxcala, Un escudo de armas y título de Muy Leal Ciudad, por orden de real cédula.
San Diego Chicometepetl, chicome “siete” tepetl “cerros” (lugar de siete cerros) debe su nombre castellano al patrón franciscano; San Diego de Alcalá O.F.M. (1400 - 1463) fraile lego (no clérigo) y primer santo canonizado por el Pontífice Sixto V y la iglesia católica a la creación de “la sagrada congregación de ritos” en 1588.
Contla, como cabecera de segundo orden, está sujeto administrativamente al señorío de Tizatlán, con localidades como Santa Ana Chiautempan (convento) y San Francisco Tepeyanco (convento), en aquellos tiempos la entidad contaba con los barrios de; Contla, Tlacomulco, Aquiahuac, Asolovacan; habitados por nobles y macehuales en el barrio de Colhuacan; vivían exclusivamente nobles.
Los macehuales eran considerados un grupo que conformaba gran parte de las sociedades prehispánicas con una fuerte espiritualidad en todo lo que hacían y una estrecha relación con la naturaleza, la palabra macehual es náhuatl, significa: “hombres merecidos” por tal motivo, pensaban que habían nacido para adorar y servir a las deidades.
Por medio de real cédula se substituye a San Diego (de Alcalá) por San Bernardino de Siena, O.F.M. (1380-1444) teólogo y vicario general de los franciscanos observantes de Italia, que en el año 1438 representó a toda la orden Franciscana en Italia.
En 1614 se respaldó la producción agrícola de nopales, en los que se criaba la grana cochinilla, insecto que cuando es reducido a polvo proporciona un tinte excelente para los textiles, de mucho uso en las épocas prehispánica y colonial.
Con el inicio de la llamada conquista espiritual, se da paso a una nueva forma de educación emprendida por los frailes franciscanos que fueron arribando al territorio de la Nueva España; en Contla son derribados los templos y edificios en los que los naturales adoraban a sus antiguos dioses, levantándose posteriormente una iglesia de visita que queda supeditada a la doctrina de Santa Ana Chiautempan y al convento franciscano que ahí se localiza, durante poco más de siglo y medio.
En la época prehispánica y por las características identificadas en múltiples vestigios arqueológicos dentro del territorio municipal, el asentamiento principal se puede ubicar en dos fases:

## Demografía

### Población
Conforme al Censo de Población y Vivienda 2010 realizado por el Instituto Nacional de Estadística y Geografía (INEGI) con fecha censal del 12 de junio de 2010, Contla contaba hasta ese año con un total de 27 610 habitantes, de dicha cifra, 13 398 eran hombres y 14 212 eran mujeres.
| Gráfica de evolución demográfica de Contla entre 1900 y 2010.                                                |
| |
| Instituto Nacional de Estadística y Geografía. «Archivo histórico de localidades». Consultado el 23-11-2008. |